# Voetbalkampioenschap van Ravensberg-Lippe 1908/09
In 1908/09 werd het derde voetbalkampioenschap van Ravensberg-Lippe gespeeld, dat georganiseerd werd door de West-Duitse voetbalbond. 
Teutonia Osnabrück werd kampioen en plaatste zich voor de West-Duitse eindronde. De club verloor meteen van BV 04 Dortmund.

## A-Klasse
| Plaats | Club                      | Wed.           | W              | G              | V              | Saldo          | Ptn.           |
| ------ | ------------------------- | -------------- | -------------- | -------------- | -------------- | -------------- | -------------- |
| 1.     | FC Teutonia Osnabrück     | 10             | 8              | 0              | 2              | 53:14          | 16:4           |
| 2.     | 1. FC Arminia Bielefeld   | 10             | 7              | 0              | 3              | 32:21          | 14:6           |
| 3.     | FC 1899 Osnabrück         | 10             | 4              | 0              | 6              | 19:38          | 8:12           |
| 4.     | FC Olympia 1903 Osnabrück | 10             | 3              | 1              | 6              | 23:32          | 7:13           |
| 5.     | VfB 1903 Bielefeld        | 10             | 2              | 2              | 6              | 12:16          | 6:14           |
| 6.     | Osnabrücker BV 05         | 10             | 1              | 1              | 8              | 26:44          | 3:17           |
| 7.     | SC Ravensberg Bielefeld   | Teruggetrokken | Teruggetrokken | Teruggetrokken | Teruggetrokken | Teruggetrokken | Teruggetrokken |

|  | Kampioen   |
|  | Degradatie |

## B-Klasse
| Plaats | Club                          | Wed. | W | G | V | Saldo | Ptn.  |
| ------ | ----------------------------- | ---- | - | - | - | ----- | ----- |
| 1.     | BV 1908 Bad Oeynhausen        | 6    |   |   |   | 21:13 | 09:03 |
| 2.     | FC Viktoria Minden            | 6    |   |   |   | 30:14 | 08:04 |
| 3.     | FC Westfalia Minden           | 6    |   |   |   | 12:15 | 04:08 |
| 4.     | Bielefelder SC Eintracht 1907 | 6    |   |   |   | 03:24 | 03:09 |

|  | Promotie |